# Eurhamphaeidae
Eurhamphaeidae is een familie van ribkwallen uit de klasse van de Tentaculata.

## Geslachten
- Deiopea Chun, 1879
- Eurhamphaea Gegenbaur, 1856
- Kiyohimea Komai & Tokioka, 1940